# Torre dos Almadas
A Torre dos Almadas é uma casa-torre medieval gótica no Centro Histórico de Guimarães, em Portugal.

## História
Originalmente, a torre fazia parte de uma residência nobre medieval construída algures antes de 1279, que mais tarde foi quase totalmente demolida entre os séculos XIII e XV, juntamente com outros edifícios vizinhos, consequência da expansão e densificação do centro da cidade. Após esta demolição, a parte da torre da casa ficou exposta ao resto da cidade, necessitando da adição de janelas e de um portão de entrada.
Em 1964 a Câmara Municipal de Guimarães deu o edifício à AAELG. Desde 1968, serve como sede desta associação e é o local onde se oficializa anualmente o Comité das Festas Nicolinas..
</ref> Anteriormente era designado por Palácio dos Almadas, passando depois a Castelo dos Almadas até ser oficialmente alterado para a sua actual designação, Torre dos Almadas, a 29 de Novembro de 1971.
O interior da torre foi restaurado e parcialmente refeito após a explosão de uma bomba em 1974. Em 2001 o Centro Histórico de Guimarães, onde esta torre se insere, foi classificado como Património Mundial da UNESCO.